# Hjalmar Siilasvuo

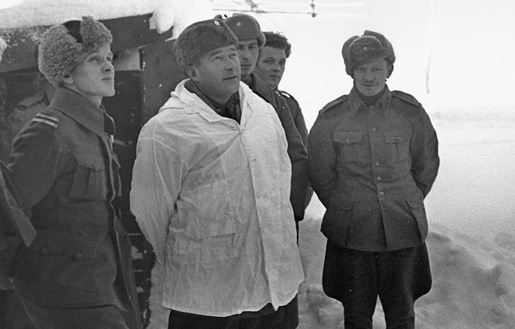
Hjalmar Siilasvuo in 1939

Hjalmar Fridolf Siilasvuo (Helsinki, 18 maart 1892 – Oulu, 11 januari 1947) was een Fins luitenant-generaal die vocht in de Eerste Wereldoorlog, de Finse Burgeroorlog, de Winteroorlog, de Vervolgoorlog en de Laplandoorlog.

## Opleiding
Hjalmar Siilasvuo werd geboren als Hjalmar Fridolf Strömberg als zoon van de journalist Frans Strömberg en zijn vrouw Hulda Röman. Hij beëindigde in 1911 zijn middelbaar onderwijs aan het Zweeds lyceum te Helsingfors en studeerde dan rechten. Tijdens die studie raakte hij bij de Jagerbeweging, die Finse vrijwilligers militair trainde in het Duitse Keizerrijk. 

## Eerste Wereldoorlog
Siilasvou vertrok begin 1915 naar Duitsland. Hij ging bij het 27e bataljon Finse Jagers en vocht voor het Deutsches Heer aan het Oostfront in Letland rond de rivier Misa, de Golf van Riga en Lielupe.

## Finse Burgeroorlog
In 1918 keerde Siilasvuo terug naar Finland en als luitenant vocht hij in de Finse Burgeroorlog aan de kant van de Witte Garde. Hij werd kapitein en vocht als commandant van een compagnie in de Slag bij Tampere en de Slag bij Viipuri.

## Vredestijd
Eind 1918 kreeg hij het bevel over een bataljon. In 1920 werd hij majoor. 
Hij trouwde met de apothekeres Salli Kolsi en ze kregen tussen 1922 en 1926 drie kinderen.
In 1926 studeerde Siilasvuo af aan de Finse militaire academie.
Hij werd luitenant-kolonel en werkte bij het Fins Ministerie van Defensie. Hij werd bureauchef in 1927 en afdelingshoofd in 1928. Later in 1928 kreeg hij opnieuw het bevel over een bataljon. Hij werd kolonel. In 1933 kreeg hij het bevel over een brigade en een regiment.
In 1934 kreeg hij het bevel over het militair district Pohjanmaa. In 1936 veranderde hij zijn Zweedse familienaam Strömberg in het Finse Siilasvuo. Hij werd gemeenteraadslid van Oulu.

## Winteroorlog

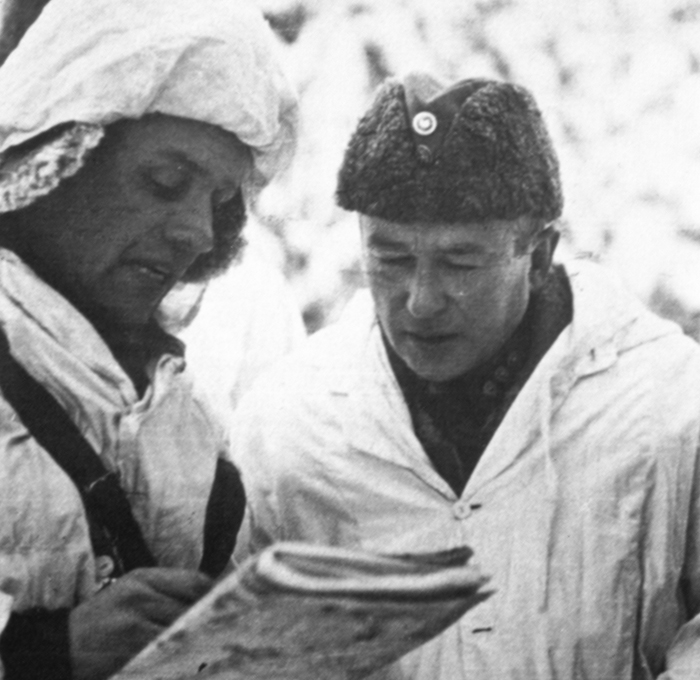
Siilasvuo tijdens de Slag bij Suomussalmi

In 1939 was Siilasvuo verantwoordelijk voor de Finse strijdkrachten rond Suomussalmi. Oorspronkelijk was dit een brigade, maar ze groeide uit tot de Finse 9e divisie.
In de Slag bij Suomussalmi omsingelde en versloeg hij de 163e divisie infanterie en vernietigde hij in de Slag bij de Raateweg de 44e divisie infanterie die ter hulp kwam.
Siilasvuo’s verdediging belette het 9e leger van de Sovjet-Unie om Oulu te bereiken, wat Finland in twee zou gesneden hebben.
Toen op 12 maart 1940 de Vrede van Moskou werd gesloten vochten de mannen van Siilasvuo nog in de Slag bij Kuhmo.

## Vredestijd
In 1940 werd Siilasvuo generaal-majoor en kreeg hij het bevel over het 5e legerkorps.
Hij publiceerde ook zijn boek over de Slag bij Suomussalmi.

## Vervolgoorlog

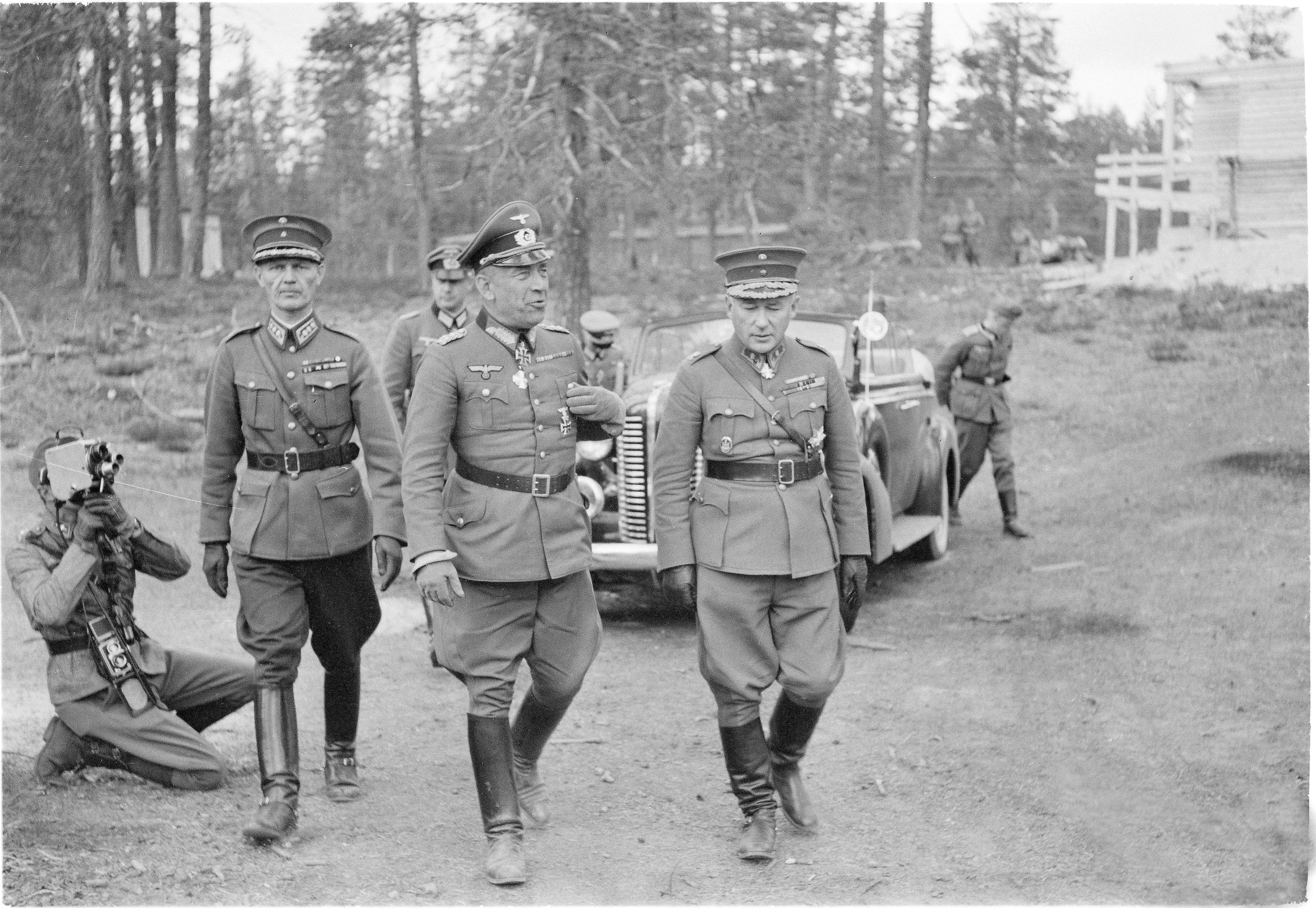
Von Falkenhorst in het midden met Hjalmar Siilasvuo rechts te Kuusamo op 24 juni 1941

In 1941 overlegde Finland met Nazi-Duitsland om samen de Sovjet-Unie aan te vallen.
De Finnen zouden het bevel voeren in Zuidoost Finland en ten oosten van het Ladogameer, met Mannerheim als opperbevelhebber van Finnen en Duitsers.
Het 5e Legerkorps van Siilasvuo zou als Fins 3e Legerkorps onder bevel van de Duitse Armee Norwegen komen.
Finland mobiliseerde op 10 juni 1941 en Armee Norwegen kreeg het bevel op 15 juni 1941 en vanaf 18 juni 1941 was het Fins 3e Legerkorps opgericht.
Siilasvuo's 3e Legerkorps moest de zuidelijke flank dekken voor Operatie Silberfuchs om de haven van Moermansk en het treinstation van Kalevala in te nemen.
Het 3e Fins Legerkorps van Siilasvuo was het enige dat vooruitkwam, maar het bereikte Loukhi niet en in augustus 1941 hadden beide zijden zich ingegraven. Adolf Hitler verbood aanvallen in die regio om zich op andere fronten te concentreren.
Op 6 oktober 1941 zette generaal Nikolaus von Falkenhorst Siilasvuo aan om op te rukken naar Loukhi. Siilasvuo zette door onder het mom van stellingen verbeteren en lichtte het Fins opperbevel in op 25 oktober, maar niet het Duits Oberkommando des Heeres.
Op 30 oktober rukte Siilasvuo op, maar op 5 november beval het Fins opperbevel hem te stoppen.
De Verenigde Staten overhandigden de Finse regering een nota waarin ze eisten dat de aanval stopte en de Finse president Risto Heikki Ryti gaf dit door aan Mannerheim.
Op 11 november vertraagde Siilasvuo de opmars en op 17 november gaf hij een geschreven bevel om te stoppen.
Tegen december waren gevechten voorbij. Siilasvuo werd luitenant-generaal in 1942 en eind 1942 werd hij inspecteur van de militaire scholen, wat hij als een straf zag.
Na het einde van het Beleg van Leningrad in januari 1944 verwachtte het Fins opperbevel een mogelijke aanval van de Sovjet-Unie. De Legergroep "Kannas" die de Karelische Landengte verdedigde werd op 4 maart 1944 opgesplitst in twee legerkorpsen. Het 3e legerkorps met hoofdkwartier in het noorden van Finland verdedigde de oostelijke zijde van de landengte en Siilasvuo werd opnieuw de bevelhebber.
Het Vyborg – Petrozavodsk offensief begon op 9 juli 1944. Het 3e legerkorps trok zich terug in een verdedigende stelling langs de Vuoksi en hield stand tot de Wapenstilstand van Moskou op 19 september 1944.

## Laplandoorlog
Een van de bepalingen van de Wapenstilstand van Moskou was dat Finland zelf alle Duitse troepen uit Finland moest verdrijven. In het begin trokken de Duitsers zich in overleg met de Finnen terug naar Noorwegen. Na de mislukte Operatie Tanne Ost waarbij de Duitsers trachtten Hogland in te nemen was de verstandhouding zoek. In de daarop volgende Laplandoorlog trok Siilasvuo's 3e Legerkorps naar het noorden van Finland en Siilasvuo leidde alle Finse strijdkrachten.
Hij dreef de Duitsers gestaag uit Finland. In december 1944 ontving Siilasvuo het Mannerheimkruis voor zijn acties in de Winteroorlog, de Vervolgoorlog en de Laplandoorlog. Op 27 april 1945 verlieten de laatste Duitsers Finland.

## Vredestijd
Siilasvuo kreeg van 1944 tot 1947 het bevel over de 1e divisie.
Hij overleed te Oulu op 11 januari 1947 en werd er begraven. 